# Ляцкий, Теодор
Теодор Ляцкий (? — сентябрь 1611) — государственный деятель Великого княжества Литовского, алхимик. Ротмистр войска Речи Посполитой, писарь польный литовский (1601—1611).

## Биография
Представитель шляхетского рода Ляцких собственного герба, внук (?) Ивана Васильевича. Имел сына Яна Альфонса.
В молодости путешествовал по Франции, Германии, Италии, Мальте, Нидерландам.
Занимался алхимией (в 1589 году в Риме пытался превратить медь в серебро).
В 1603 году приобрёл и расширил вдоль улиц Дворец Гурецких в Старом городе Вильны.
Активный участник войны Речи Посполитой со Швецией (1600—1629), в частности Кирхгольмской битвы (1605).